# Лаура Гейрман
Лаура Гейрман (Laura Heyrman; 17 травня 1993) — бельгійська волейболістка, центральний блокуючий. Гравчиня національної збірної. Дворазова володарка Кубка Європейської конфедерації волейболу. Чемпіонка юнацьких Олімпійських ігор і континентальної першості серед 18-річних.

## Клуби
| Роки      | Команди                        |
| --------- | ------------------------------ |
| 2009—2011 | «Астерікс Кільдрехт» (Беверен) |
| 2012—2013 | «Дрезднер СК»                  |
| 2013—2016 | «Лю Йо» (Модена)               |
| 2016—2018 | «Лю Йо Нордмекканіка» (Модена) |
| 2018—2019 | «Hitachi Rivale» (Хітаті-Нака) |
| 2019—2021 | «Веро Воллей» (Монца)          |
| 2021—2023 | «Еджзаджибаши» (Стамбул)       |
| 2023—     | «Веро Воллей Мілано» (Монца)   |

## Досягнення
Чемпіонат Європи
- Третє місце (1): 2013

Чемпіонат Європи (U18) 
- Перше місце (1): 2009

Чемпіонат світу (U18)
- Третє місце (1): 2009

Ліга чемпіонів ЄКВ
- Друге місце (2): 2023, 2024

Клубний чемпіонат світу 
- Третє місце (1): 2022

Кубок ЄКВ
- Перше місце (2): 2021, 2022

Чемпіонат Бельгії
- Перше місце (3): 2010, 2011, 2012

Кубок Бельгії 
- Перше місце (2): 2011, 2012

Суперкубок Бельгії 
- Перше місце (1): 2010

Чемпіонат Німеччини 
- Друге місце (1): 2013

Чемпіонат Італії
- Друге місце (1): 2017
- Третє місце (3): 2016, 2021, 2024

Кубок Італії
- Друге місце (2): 2015, 2017
- Третє місце (3): 2014, 2020, 2021

Чемпіонат Туреччини
- Друге місце (1): 2023
- Третє місце (1): 2022

Кубок Туреччини
- Третє місце (1): 2022